# Benton (Newfoundland en Labrador)
Benton is een plaats en local service district in de Canadese provincie Newfoundland en Labrador. Het dorp bevindt zich in het noordoosten van het eiland Newfoundland.

## Geografie
Benton ligt in het binnenland van Newfoundland, op iets minder dan 20 km ten noordwesten van de zee-inham Freshwater Bay. De plaats ligt in de bossen net ten noorden van de Trans-Canada Highway (NL-1), op 15 km ten zuidoosten van het belangrijke regionale centrum Gander en op 19 km ten noordwesten van Gambo. Benton ligt meer bepaald daar waar het riviertje Soulis Brook het vrij grote meer Soulis Pond verlaat.
Doorheen de plaats loopt de Newfoundland T'Railway, het langeafstandspad dat de bedding van de voormalige trans-Newfoundlandse spoorweg volgt.

## Geschiedenis
Bij de aanleg van de Newfoundland Railway in de jaren 1890 werd er een treinstation gebouwd te Benton. In de jaren 1960 sloot het station definitief de deuren, net zoals vrijwel alle andere stations op het eiland.
De plaats Benton werd in 1972 erkend als een gemeente met de status van community. Tien jaar later werd de gemeente echter reeds opgeheven, waarop de plaats omgevormd werd tot een local service district (LSD).
In 2011 liet de provinciale overheid een haalbaarheidsonderzoek voeren naar de eventuele annexatie van het LSD Benton door de gemeente Gander. De annexatie vond echter nooit plaats en Benton bleef gewoon als zelfstandige plaats voortbestaan.

## Demografie
Volgens de volkstelling van 2021 telde de designated place Benton toen 145 inwoners, het laagste inwoneraantal in meer dan 60 jaar tijd. De plaats telde dat jaar 77 woningen waarvan er 67 permanent bewoond waren. De mediaanleeftijd bedroeg er 53,2 jaar.
In 2021 hadden alle inwoners van Benton het Engels als moedertaal en was niemand er een andere taal machtig. Naar schatting een kwart van de inwoners had een inheemse identiteit.

### Demografische ontwikkeling
| Demografische ontwikkeling van Benton tussen 1951 en 2021 |
| --- |
| |
| Bron: Statistics Canada (1951–1976, 1986, 1991–1996, 2001–2006, 2011–2016, 2021) * De hoge bevolking in 1976 is te danken aan het kortstondige bestaan van Benton als gemeente, waarbij er een iets ruimer grondgebied in rekening werd gebracht. |